# 한국교원대학교 부설 미호중학교
한국교원대학교 부설 미호중학교(韓國敎員大學校 附設 美湖中學校)는 대한민국 충청북도 청주시 흥덕구 강내면 월곡리에 위치한 국립 중학교이다.

## 학교 연혁
- 1954년 5월 24일 : 청원중학교 강내분교 인가
- 1955년 5월 31일 : 미호중학교 설립 인가
- 1957년 3월 2일 : 제1회 졸업식 (졸업생 65명)
- 1988년 3월 1일 : 한국교원대학교부속미호중학교로 교명 변경
- 1990년 12월 5일 : 교지 '미호(美湖)' 창간호 발간
- 1997년 12월 20일 : 별관 특별교실 증축 및 부대시설 정비
- 2001년 4월 1일 : 한국교원대학교부설미호중학교 교명 변경
- 2005년 12월 6일 : 신축교사 준공식
- 2013년 10월 23일 : 선진형 교과교실 및 급식소 리모델링
- 2019년 8월 30일 : 꿈별마당(도서관, 무한상상실) 리모델링 준공
- 2022년 9월 1일 : 제25대 한윤희 교장 부임
- 2024년 1월 5일 : 제68회 졸업식(120명, 졸업생 총수 16,332명)
- 2024년 3월 4일 : 2024학년도 입학식(110명)

## 참고 자료
- 한국교원대학교 부설 미호중학교 - 한국교육학술정보원 학교알리미